# Front Ansar Al-Din
El Front Ansar Al-Din (àrab: جبهة أنصار الدين, Jabhat Anṣār ad-Dīn, ‘Front dels Defensors de la Religió’) és una aliança de diversos grups rebels salafistes que va ser formada el dia 25 de juliol de l'any 2014 en el curs de la Guerra Civil siriana. Aquest grup no pren part en el conflicte que oposa al ISIS contra els altres grups rebels. El primer de maig de l'any 2015, un dels seus membres, l'Exèrcit dels Immigrants i dels Partisans, es va desvincular del grup anomenat Estat Islàmic a través d'un comunicat oficial, condenant les seves accions violentes envers els altres grups rebels, declarant igualment que no reconeix pas el califat auto-proclamat per Abu Bakr al-Baghdadi. El dia 2 de juliol de l'any 2015, el Front Ansar al-Din va formar juntament amb altres grups gihadistes, una nova coalició batejada com a Ansar al-Xaria, els partisans de la Xaria o llei islàmica, aquest grup estava actiu en la governació d'Alep.